# Championnat du Venezuela de football 1976
Navigation
Saison 1975 Saison 1977
La saison 1976 du championnat du Venezuela de football est la vingtième édition du championnat de première division professionnelle au Venezuela et la cinquante-sixième saison du championnat national.
Le championnat est disputé en deux phases :
- lors de la première, les huit équipes s'affrontent quatre fois, deux à domicile et deux à l'extérieur. Les quatre premiers du classement à l'issue de cette phase se qualifie pour la Liguilla, la poule pour le titre.
- la deuxième phase est la Liguilla proprement dite, qui voit les quatre qualifiés s'affronter à nouveau deux fois, à domicile et à l'extérieur. Le club en tête à l'issue de cette phase est déclaré champion et se qualifie pour la Copa Libertadores 1977 en compagnie de son dauphin.

C'est le club de Portuguesa FC, tenant du titre, qui remporte à nouveau la compétition, après avoir terminé en tête de la Liguilla, avec cinq points d'avance sur Estudiantes de Mérida et six sur le Deportivo Portugués. C'est le troisième titre de champion du Venezuela de l'histoire du club, qui réussit même le doublé en s'imposant en finale de la Coupe du Venezuela face au Deportivo Italia.

## Les clubs participants
| - Deportivo Portugués - Deportivo San Cristóbal - Deportivo Italia - Portuguesa FC | - Deportivo Galicia - Universitarios de Oriente - Estudiantes de Mérida - Valencia FC |

## Compétition
Le barème utilisé pour établir les différents classements est le suivant :
- Victoire : 2 points
- Match nul : 1 point
- Défaite : 0 point

### Première phase
| Rang | Équipe                    | Pts | J  | G  | N  | P  | Bp | Bc | Diff |
| ---- | ------------------------- | --- | -- | -- | -- | -- | -- | -- | ---- |
| 1    | Portuguesa FCT            | 39  | 28 | 16 | 7  | 5  | 53 | 25 | +28  |
| 2    | Deportivo Portugués       | 33  | 28 | 13 | 7  | 8  | 46 | 36 | +10  |
| 3    | Estudiantes de Mérida     | 28  | 28 | 9  | 10 | 9  | 31 | 27 | +4   |
| 4    | Deportivo Galicia         | 28  | 28 | 9  | 10 | 9  | 29 | 33 | -4   |
| 5    | Deportivo Italia          | 27  | 28 | 7  | 13 | 8  | 30 | 30 | 0    |
| 6    | Deportivo San Cristóbal   | 26  | 28 | 7  | 12 | 9  | 30 | 30 | 0    |
| 7    | Valencia FC               | 23  | 28 | 9  | 5  | 14 | 36 | 43 | -7   |
| 8    | Universitarios de Oriente | 20  | 28 | 5  | 10 | 13 | 20 | 51 | -31  |

|  | Qualification pour la Liguilla |
|  | T : Tenant du titre            |

### Liguilla
| Rang | Équipe                | Pts | J | G | N | P | Bp | Bc | Diff |
| ---- | --------------------- | --- | - | - | - | - | -- | -- | ---- |
| 1    | Portuguesa FCTC       | 11  | 6 | 5 | 1 | 0 | 13 | 3  | +10  |
| 2    | Estudiantes de Mérida | 6   | 6 | 2 | 2 | 2 | 5  | 5  | 0    |
| 3    | Deportivo Portugués   | 5   | 6 | 1 | 3 | 2 | 6  | 8  | -2   |
| 4    | Deportivo Galicia     | 2   | 6 | 1 | 0 | 5 | 2  | 10 | -8   |

|  | Qualification pour la Copa Libertadores 1977               |
|  | T : Tenant du titre C : Vainqueur de la Coupe du Venezuela |

## Bilan de la saison
| Championnat du Venezuela de football 1976 |                          |
| Champion                                  | Portuguesa FC (3e titre) |
| Coupes et trophées                        |                          |
| Vainqueur de la Coupe du Venezuela 1976   | Portuguesa FC            |
| Qualifications continentales              |                          |
| Copa Libertadores 1977                    | Portuguesa FC            |
| Copa Libertadores 1977                    | Estudiantes de Mérida    |
| Promotions et relégations                 |                          |
| Promus en Primera División                | ULA Mérida               |
| Promus en Primera División                | Atlético Zamora          |
| Promus en Primera División                | UD Canarias              |
| Promus en Primera División                | Barquisimeto FC          |
| Relégués en Segunda A                     | Aucun                    |